# 溫哥華市旗
溫哥華市旗於1983年5月17日由該市議會通過採用。這面旗幟由時任溫哥華博物館總監以及後來出任加拿大首席紋章官的羅拔·屈特（Robert Watt）設計，底部呈白色，其上置有五條藍色波浪形橫紋，左方則有一綠色五角形，其上置有一個金底並帶有溫哥華市政府徽章（city badge）的盾牌；市政府徽章由一個壁形冠以及交叉擺放的斧頭和船槳組成。
白色和藍色代表溫哥華作為太平洋上一天然港口的地位，而綠色五角形則代表這座城市之下的土地，以及曾遍佈這片土地的樹林。這些元素皆呼應1969年前溫哥華市徽上的格言：「憑海與陸我們得以繁榮」（By Sea and Land We Prosper）。市政府徽章中的壁形冠代表溫哥華的市級建制，而斧頭和船槳則代表林木業和漁業，即當地的傳統經濟支柱。
溫哥華過去曾有另一面市旗，於1978年透過設計比賽產生，獲選設計出自魯道夫·丹格爾邁爾（Rudolph Danglemaier）。這面旗幟有一白色加拿大式縱條（Canadian pale），左右分別有一綠色和藍色縱條，白色縱條上置有溫哥華市徽上的盾牌、頭盔、布邊和冠飾。

## 另見
- 溫哥華市徽
- 不列顛哥倫比亞省旗

## 對外連結
- （英文）Vancouver City Symbols （页面存档备份，存于）－溫哥華市政府網站 市代表物頁面
- （英文）世界旗帜网（FOTW）的Vancouver, British Columbia